# سیر (مینه‌سوتا)
سیر (به انگلیسی: Syre) یک منطقهٔ مسکونی در ایالات متحده آمریکا است که در Home Lake Township واقع شده‌است. سیر ۳۴۱٫۹۹ متر بالاتر از سطح دریا قرار دارد.